# Fritz Hintermayer
Fritz Hintermayer (ur. 28 października 1911 w Markt Grafing, zm. 29 maja 1946 w Landsberg am Lech) – SS-Sturmbannführer, niemiecki zbrodniarz wojenny, jeden z lekarzy SS pełniących służbę w niemieckich obozach koncentracyjnych.

## Życiorys
Członek NSDAP i SS (nr. 310340) oraz doktor medycyny. W 1938 roku pełnił służbę w obozie koncentracyjnym Oranienburg, a następnie w 3 Dywizji SS-Totenkopf w latach 1942–1943. Od lutego 1944 do marca 1945 roku Hintermayer był lekarzem obozowym w Dachau, gdzie brał udział w wielu zbrodniach. Osobiście przeprowadzał lub nadzorował pseudoeksperymenty medyczne na więźniach (między innymi na zlecenie Luftwaffe). Był obecny przy niemal wszystkich masowych egzekucjach więźniów lub jeńców radzieckich. Hintermayer odpowiadał również za fatalne warunki panujące w szpitalu obozowym.
Po zakończeniu wojny osądzony przez amerykański Trybunał Wojskowy w procesie załogi Dachau i 12 grudnia 1945 roku skazany na karę śmierci przez powieszenie. Hintermayer został stracony w więzieniu Landsberg pod koniec maja 1946 roku.